# Hypselaster
Hypselaster is een geslacht van zee-egels uit de familie Schizasteridae.

## Soorten
- Hypselaster affinis Mortensen, 1948
- Hypselaster brachypetalus H.L. Clark, 1917
- Hypselaster dolosus H.L. Clark, 1938
- Hypselaster fragilis (A. Agassiz & H.L. Clark, 1907)
- Hypselaster jukesii (Gray, 1855)
- Hypselaster kempi (Koehler, 1914)
- Hypselaster limicolus (A. Agassiz, 1878)
- Hypselaster maximus (A. Agassiz & H.L. Clark, 1907)
- Hypselaster perplexus Arnold & H.L. Clark, 1927 †
- Hypselaster rotundus (A. Agassiz & H.L. Clark, 1907)